# Taça Intercontinental de Hóquei em Patins
A Taça Intercontinental de Hóquei em Patins é uma competição internacional de clubes de Hóquei em Patins normalmente  disputada por equipas europeias e pan-americanas. 
É organizada pela World Skate. As equipas pan-americanas podem-se reforçar com 2 jogadores especificamente para esta competição.
A primeira edição foi realizada em 1983 no Sertãozinho no Brasil reunindo 8 clubes da Europa e da América do Sul. A competição foi disputada num formato todos contra todos a uma só mão.
Em fevereiro de 1985 o Sertãozinho HC organizou uma segunda edição no entanto sofreu o boicote das equipas europeias. Participaram 9 equipas, incluindo duas de Angola, no que foi designado de II Mundialito.
A primeira edição organizada pela FIRS, então organismo mundial do hóquei em patins, foi realizada em 1985 e foram disputados dois jogos, embora na mesma sede, sendo que este formato manteve-se até à edição de 1993. Em 1998 apenas foi disputado um jogo, na edição de 2004 foram disputados dois e nas edições de 2005, 2007, 2008, 2010, 2012, 2013 e 2014 apenas um.
Em 2016 foi disputada uma edição que inicialmente não foi reconhecida pelo organismo mundial.
Mais tarde, em 2018 a World Skate (que entretanto substituiu a FIRS no topo do hóquei em patins mundial), reconheceu as edições de 1983 e 2016, apenas ficando o Mundialito de 1985 como edição não oficial.
A edição de 2017 foi disputada num formato de Final Four pelos campeões europeus e campeões pan-americanos em título e pelos campeões europeus e campeões sul-americanos do ano anterior. Os campeões europeus de 2017 defrontaram os campeões pan-americanos do mesmo ano e os campeões europeus de 2016 defrontaram os campeões sul-americanos do mesmo ano. Os vencedores destes dois jogos encontraram-se na final.
Em 2018 foi disputada num formato de Final Four pelos campeões europeus e vice-campeões europeus e pelos campeões pan-americanos e vice-campeões pan-americanos. Os campeões europeus defrontaram os vice-campeões pan-americanos e os vice-campeões europeus defrontaram os campeões pan-americanos. Os vencedores destes dois jogos encontraram-se na final.
A edição de 2021 foi disputada a duas mãos entre o campeão europeu e o vice-campeão europeu, tendo a primeira mão sido disputada no Porto, e a segunda em Lisboa.
Em 2023, para a realização da edição referente a 2022, devido aos problemas em encontrar equipas para organização do evento, a Taça Intercontinental foi disputada pelo Valongo e Trissino (finalistas Liga Europeia de 2022) num jogo único, sendo a segunda edição consecutiva apenas com equipas europeias.

## Histórico
| Edição | Ano  | Campeão           | Resultado      | Vice-campeão          | Sede                   |
| ------ | ---- | ----------------- | -------------- | --------------------- | ---------------------- |
| 1ª     | 1983 | FC Barcelona      | grupo          | FC Porto              | Sertãozinho            |
| n/o    | 1985 | Sertãozinho       | grupo          | FC Barcelona          | Sertãozinho            |
| 2ª     | 1985 | UV Trinidad       | 5-3, 5-4       | FC Barcelona          | San Juan               |
| 3ª     | 1987 | Hockey Club Liceo | 7–3, 17–2      | Concepción PC         | Corunha                |
| 4ª     | 1989 | Hockey Club Liceo | 11–4, 8–2      | Estudantil            | Corunha                |
| 5ª     | 1992 | OC Barcelos       | 2–1, 7–3       | Sertãozinho           | Sertãozinho            |
| 6ª     | 1993 | Hockey Club Liceo | 7–5, 11–3      | Estudantil            | Corunha                |
| 7ª     | 1998 | FC Barcelona      | 13–1           | UV Trinidad           | Barcelona              |
| 8ª     | 2004 | Hockey Club Liceo | 9–1, 10–2      | Estudantil            | Santiago de Compostela |
| 9ª     | 2005 | FC Barcelona      | 8–3            | Olimpia               | Alcoi                  |
| 10ª    | 2007 | Follonica Hockey  | 4–2            | Concepción PC         | Follonica              |
| 11ª    | 2008 | FC Barcelona      | 3–1            | Concepción PC         | Molins de Rei          |
| 12ª    | 2010 | Reus Deportiu     | 4–1            | Petroleros YPF        | Reus                   |
| 13ª    | 2012 | Hockey Club Liceo | 6–4            | Club Atlético Huracán | Corunha                |
| 14ª    | 2013 | SL Benfica        | 10–3           | Sport Recife          | Torres Novas           |
| 15ª    | 2014 | FC Barcelona      | 6–2            | Petroleros YPF        | Barcelona              |
| 16ª    | 2016 | CP Vic            | 5–1            | Club Atlético Huracán | Vic                    |
| 17ª    | 2017 | SL Benfica        | 5–3            | Reus Deportiu         | Reus                   |
| 18ª    | 2018 | FC Barcelona      | 5–4            | FC Porto              | San Juan               |
| 19ª    | 2021 | FC Porto          | 6–3, 5–6       | Sporting              | Porto e Lisboa         |
| 20ª    | 2022 | Trissino          | 3-3 (3-1 g.p.) | AD Valongo            | Valongo                |
| 21ª    | 2023 |                   |                |                       | San Juan               |

## Estatísticas

### Vitórias por equipa
| Clube                 | Campeão                                | Vice-campeão         | Presenças |
| --------------------- | -------------------------------------- | -------------------- | --------- |
| FC Barcelona          | 6 (1983, 1998, 2005, 2008, 2014, 2018) | 1 (1985)             | 7         |
| Hockey Club Liceo     | 5 (1987, 1989, 1993, 2004, 2012)       | 0                    | 5         |
| SL Benfica            | 2 (2013, 2017)                         | 0                    | 2         |
| FC Porto              | 1 (2021)                               | 2 (1983, 2018)       | 3         |
| UV Trinidad           | 1 (1985)                               | 1 (1998)             | 2         |
| Reus Deportiu         | 1 (2010)                               | 1 (2017)             | 2         |
| OC Barcelos           | 1 (1992)                               | 0                    | 1         |
| Follonica Hockey      | 1 (2007)                               | 0                    | 1         |
| Trissino              | 1 (2022)                               | 0                    | 1         |
| Estudantil            | 0                                      | 3 (1989, 1993, 2004) | 3         |
| Concepción Patín Club | 0                                      | 3 (1987, 2007, 2008) | 3         |
| Petroleros YPF        | 0                                      | 2 (2009, 2014)       | 2         |
| Club Atlético Huracán | 0                                      | 2 (2012, 2016)       | 2         |
| Sporting              | 0                                      | 1 (2021)             | 1         |
| Sertãozinho           | 0                                      | 1 (1992)             | 1         |
| Olímpia               | 0                                      | 1 (2006)             | 1         |
| Sport Recife          | 0                                      | 1 (2013)             | 1         |
| AD Valongo            | 0                                      | 1 (2022)             | 1         |

### Vitórias por país
| País      | Títulos | Vice |
| --------- | ------- | ---- |
| Espanha   | 13      | 2    |
| Portugal  | 4       | 4    |
| Itália    | 2       | 0    |
| Argentina | 1       | 12   |
| Brasil    | 0       | 2    |